# منظمة إقليمية لإدارة مصايد الأسماك
المنظمة الإقليمية لإدارة مصايد الأسماك (بالإنجليزية: Regional fisheries management organisation، تُختصر بـ RFMO) ، التي تسمى أحيانًا منظمة المصايد الإقليمية (RFO)، أو هيئة مصايد الأسماك الإقليمية هي نوع من المنظمات الدولية المكرسة للإدارة المستدامة لموارد المصايد في منطقة معينة منطقة المياه الدولية، أو الأنواع الكثيرة الارتحال.
قد تركز المنظمات الإقليمية لإدارة مصائد الأسماك على أنواع معينة من الأسماك (مثل هيئة حفظ أسماك التونة الجنوبية ذات الزعانف الزرقاء  ) أو لها اختصاص أوسع فيما يتعلق بالموارد البحرية الحية بشكل عام داخل المنطقة (مثل هيئة حفظ الموارد البحرية الحية في القطب الجنوبي) ). هذا التنوع الواسع في التفويضات ومجالات التطبيق ، وكذلك التنفيذ الفعال للأنظمة، يفتح الفرص لمكافحة سفن الصيد غير القانونية وغير المبلغ عنها وغير المنظمة .